# Dom nad kanałem
Dom nad kanałem (ang. By the Pricking of My Thumbs) – powieść Agathy Christie wydana w 1968. Oryginalny tytuł powieści jest cytatem z Makbeta Williama Szekspira.

## Ważniejsi bohaterowie
- Tommy i Tuppence Beresfordowie.
- Pani Lancaster - jedna z pensjonariuszek domu opieki "Słoneczne Wzgórza".
- Pani Packard - kierowniczka domu opieki.
- Państwo Perry - para w średnim wieku, zamieszkująca część domku nad kanałem. Pani Perry jest osobą ciepłą i sympatyczną kobietą o wyglądzie dobrej czarownicy, natomiast pan Perry tępawym osiłkiem, którego jedyną pasją jest prowadzenia ogrodu.
- Pastor - niewymieniony z nazwiska duchowny z kościoła w Sutton Chancellor.
- Gertruda "Nellie" Bligh - mieszkanka Sutton Chancellor, szanowana we wsi stara panna, zajmująca się organizacją wszelkich lokalnych imprez i przedsięwzięć, osoba żywa i przedsiębiorcza.
- Państwo Copleigh - mieszkańcy Sutton Chancellor, rozplotkowane małżeństwo, lubujące się w powtarzaniu wszystkich lokalnych afer.
- Filip Starke - mieszkaniec Sutton Chancellor, chudy i anemiczny staruszek o cierpiącej twarzy, mieszka samotnie w domu niedaleko plebanii.

## Fabuła
Tommy i Tuppence Beresfordowie przyjeżdżają do domu opieki "Słoneczne Wzgórza" w odwiedziny do swojej starej ciotki. Podczas wizyty Tuppence zapoznaje się z inną pensjonariuszką - niejaką panią Lancaster. Kobieta opowiada tajemniczą historię o zamordowanym dziecku, którego zwłoki ktoś zamurował w kominku. Tuppence postanawia dowiedzieć się więcej podczas kolejnej wizyty w "Słonecznych Wzgórzach", jednak okazuje się, że kobieta została zabrana do domu przez krewnych.
Tuppence, mimo dezaprobaty męża, postanawia odnaleźć panią Lancaster. Okazuje się jednak, że wszelki ślad po niej zaginął. Pani Beresford jest coraz bardziej zaniepokojona. Zaczyna nawet podejrzewać porwanie staruszki. Jedynym śladem jest według niej obraz przedstawiający niewielki wiejski domek nad kanałem, który pani Lancaster tuż przed wyjazdem podarowała ciotce Tommy'ego.
Po wielu trudach i nużących podróżach, Tuppence udaje się odnaleźć domek z obrazu. Leży on w niewielkiej wiosce Sutton Chancellor. Tuppence zapoznaje się z mieszkańcami wioski, nikt jednak nie przypomina sobie nazwiska Lancaster. Okazuje się jednak, że bohaterka jest na właściwym tropie, gdyż pewnego dnia podczas spaceru w okolicy cmentarza zostaje napadnięta.

## Rozwiązanie
Pani Lancaster naprawdę nazywa się Julia Starke i jest chorą na umyśle seryjną dzieciobójczynią. Słabość kobiety znał jej mąż, którym okazuje się Filip Starke. Przez lata chronił ją przed prawem, ukrywając w coraz to kolejnych domach opieki pod różnymi nazwiskami. We wszystko wtajemniczona była również wierna sekretarka i przyjaciółka Starke'ów, Gertruda Bligh. To właśnie ona napadła na Tuppence, kiedy ta zbierała informacje we wsi.
Ciekawą historię ma też tytułowy domek nad kanałem. Przez lata służył on jako przechowywalnia łupów gangu przestępczego, którego członkinią była niegdyś pani Starke pod pseudonimem "Zabójcza Kate".
Kiedy na końcu powieści Tuppence udaje się odnaleźć panią Lancaster, morderczyni wprowadza ją do sekretnego pokoju w domku nad kanałem. Tam wyznaje całą prawdę, jednak Tuppence nie ma możliwości ucieczki, gdyż tylko pani Lancaster wie, jak wydostać się z sekretnego pomieszczenia. Między kobietami wywiązuje się szamotanina, którą niespodziewanie przerywa Filip Starke i ratuje Tuppence. Julia Starke-Lancaster popełnia samobójstwo przez wypicie szklanki zatrutego mleka.